# Biśnik
Biśnik – skała w Dolinie Wodącej na Wyżynie Częstochowskiej (na mapie Geoportalu opisana jako Bieśnik). Znajduje się u północno-zachodniego podnóża wzgórza Grodzisko Chłopskie, w orograficznie lewym zboczu tej doliny. Zbudowana jest z wapieni, ma połogie, pionowe lub przewieszone ściany o wysokości 10–15 m. Występują w nich takie formacje skalne jak: filar, komin, zacięcie.
Od 2004 roku Biśnik ma status pomnika przyrody.
Skała znajduje się w lesie, ale ściany wspinaczkowe są na otwartej przestrzeni. Jej otoczenie jest przygotowane turystycznie. Obok skały znajduje się wiata, kosz na śmieci oraz ławki i stoły.
W Biśniku znajdują się trzy jaskinie: Jaskinia na Biśniku, Jaskinia Psia i Schronisko na Biśniku Dolne. Ze względu na badania archeologiczne otwory wejściowe do Jaskini na Biśniku są zamknięte kratą. Dotychczasowe prace archeologów wskazują, że również na szczycie skały istniały niewielkie fortyfikacje będące częścią większego zespołu obronnego na linii Smoleń-Strzegowa. Zostały one zdobyte i spalone w trakcie walk o tron krakowski pomiędzy Władysławem Łokietkiem a Wacławem II Czeskim.

## Piesze szlaki turystyczne
Obok Biśnika przebiegają 3 szlaki turystyczne:
 Szlak Orlich Gniazd: Olkusz – ruiny zamku w Rabsztynie – Januszkowa Góra – Jaroszowiec Olkuski – Golczowice – Bydlin – Zegarowe Skały – ruiny zamku w Smoleniu – Pilica
 Szlak Warowni Jurajskich: Wolbrom – Dłużec – Zegarowe Skały – Ryczów – Podzamcze – Ogrodzieniec
 Szlak Jaskiniowców – utworzony w 2015 r. zielony szlak o długości dziesięciu kilometrów, łączący najciekawsze turystycznie miejsca grupy

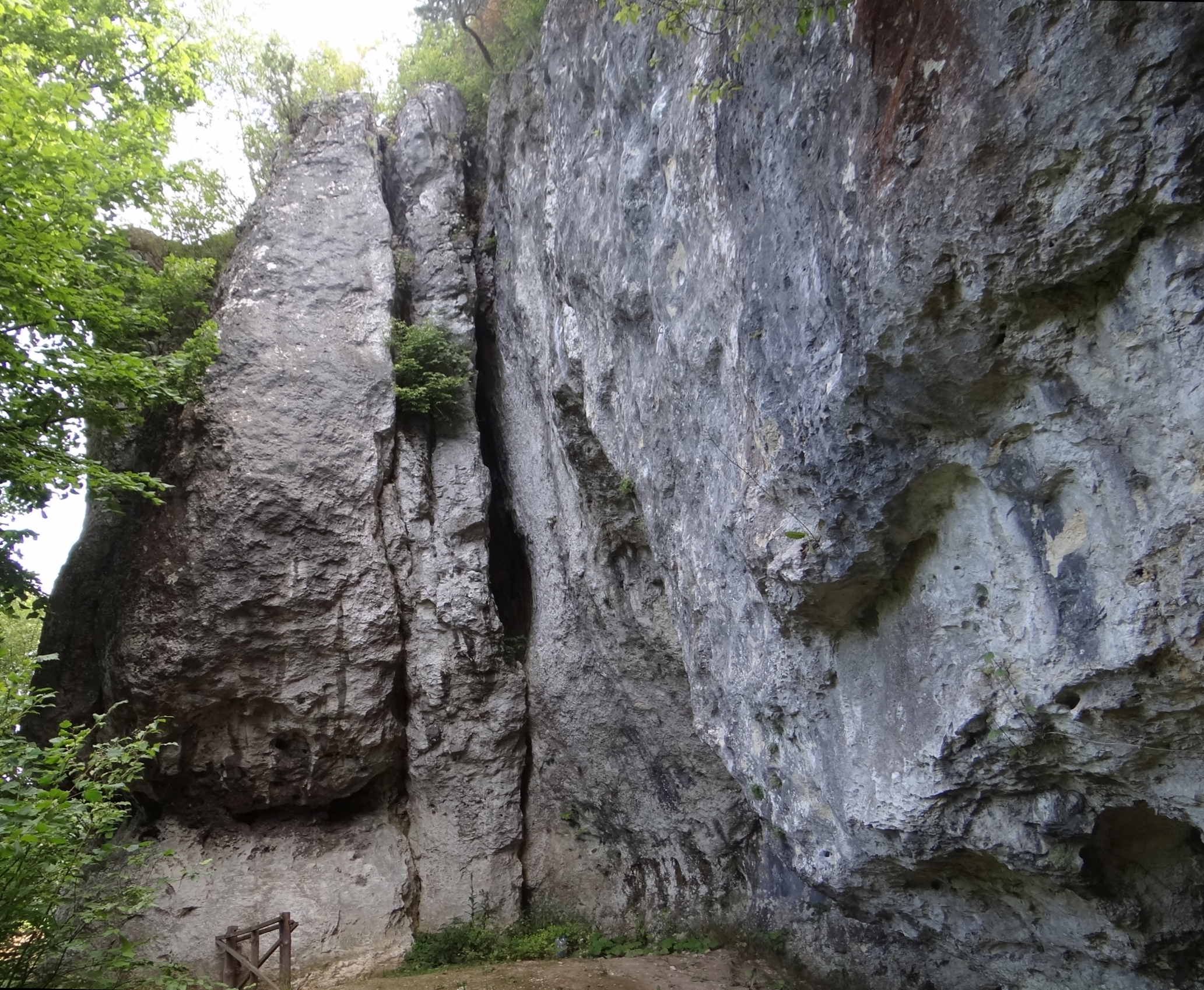
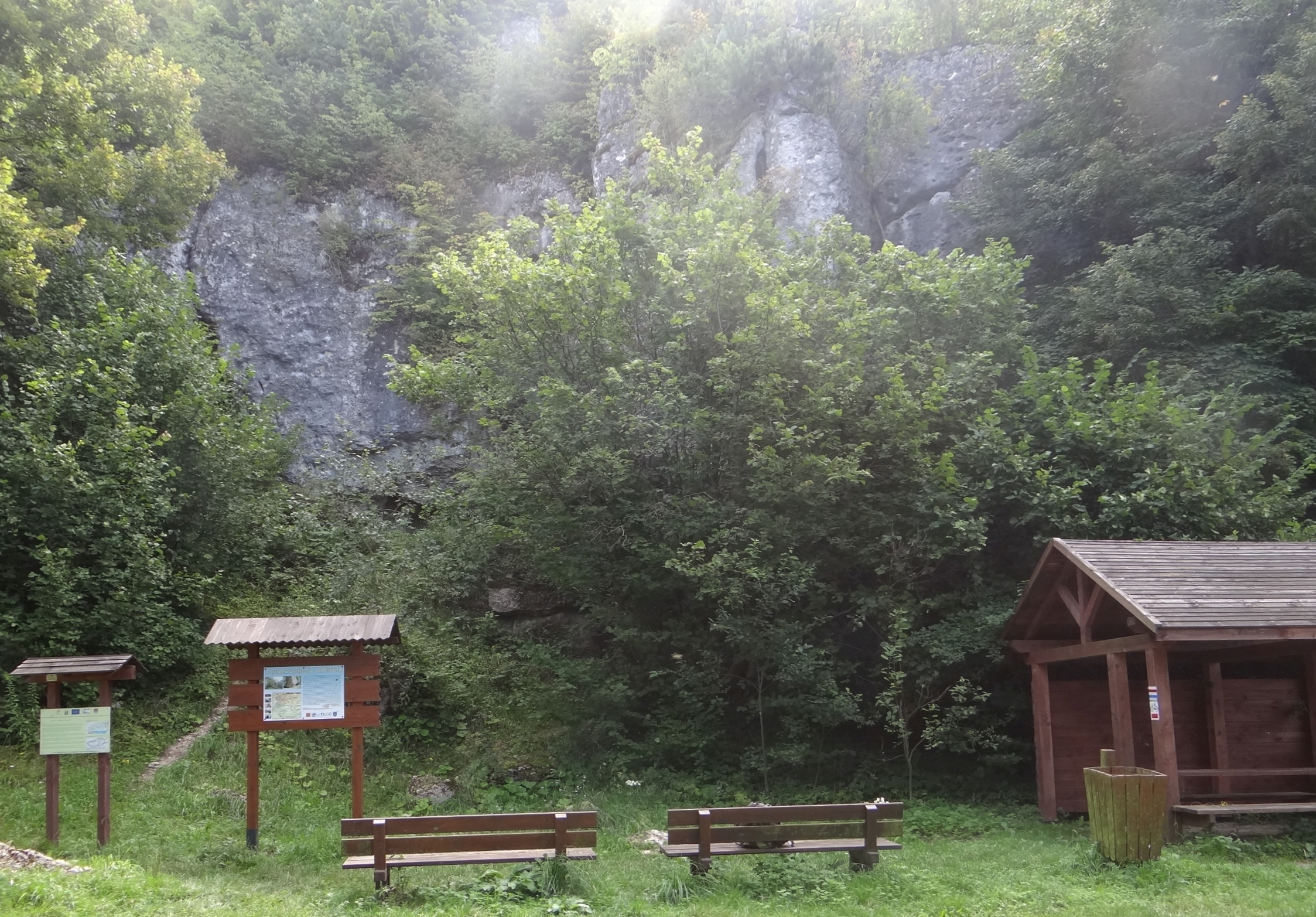
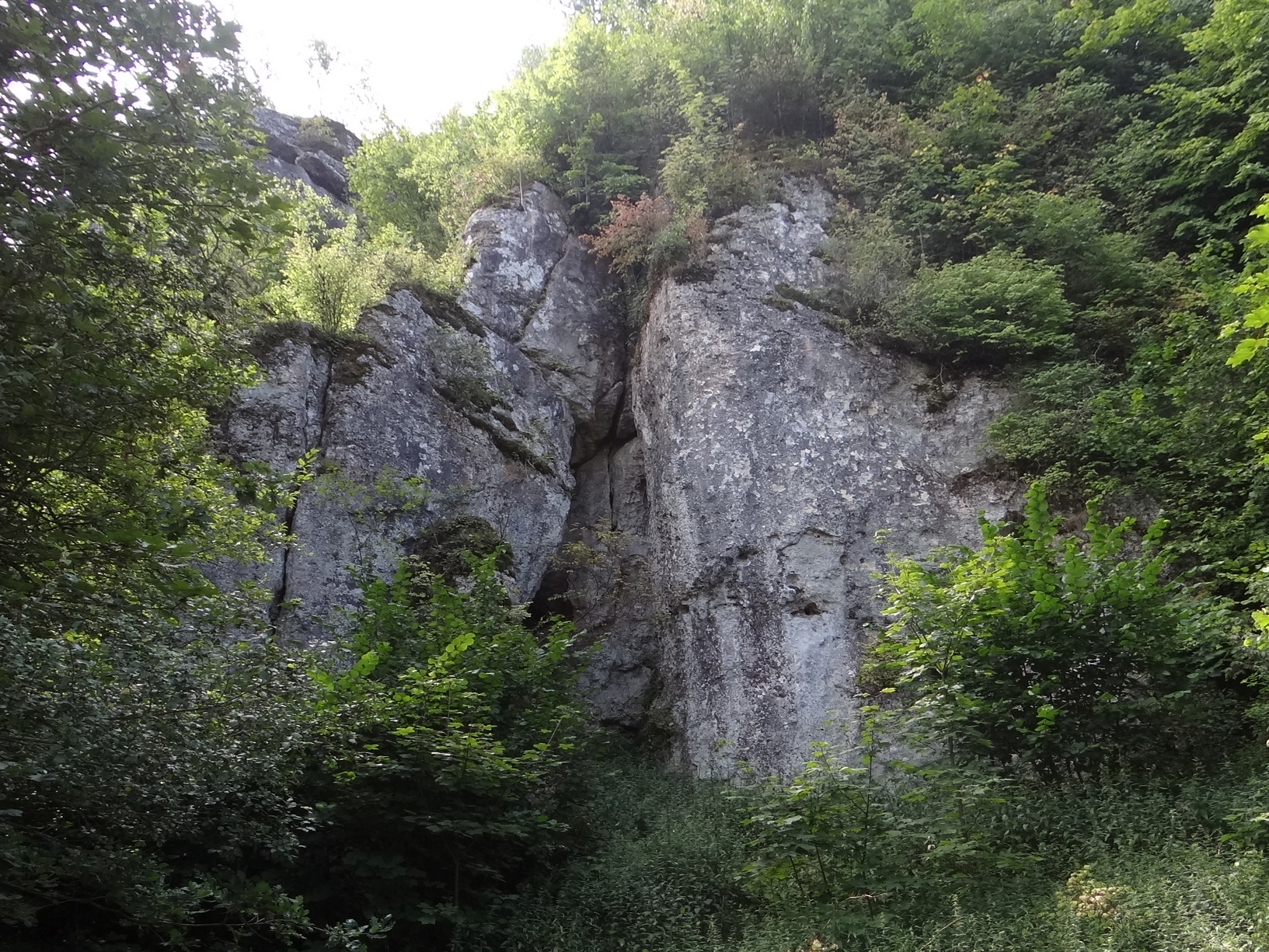
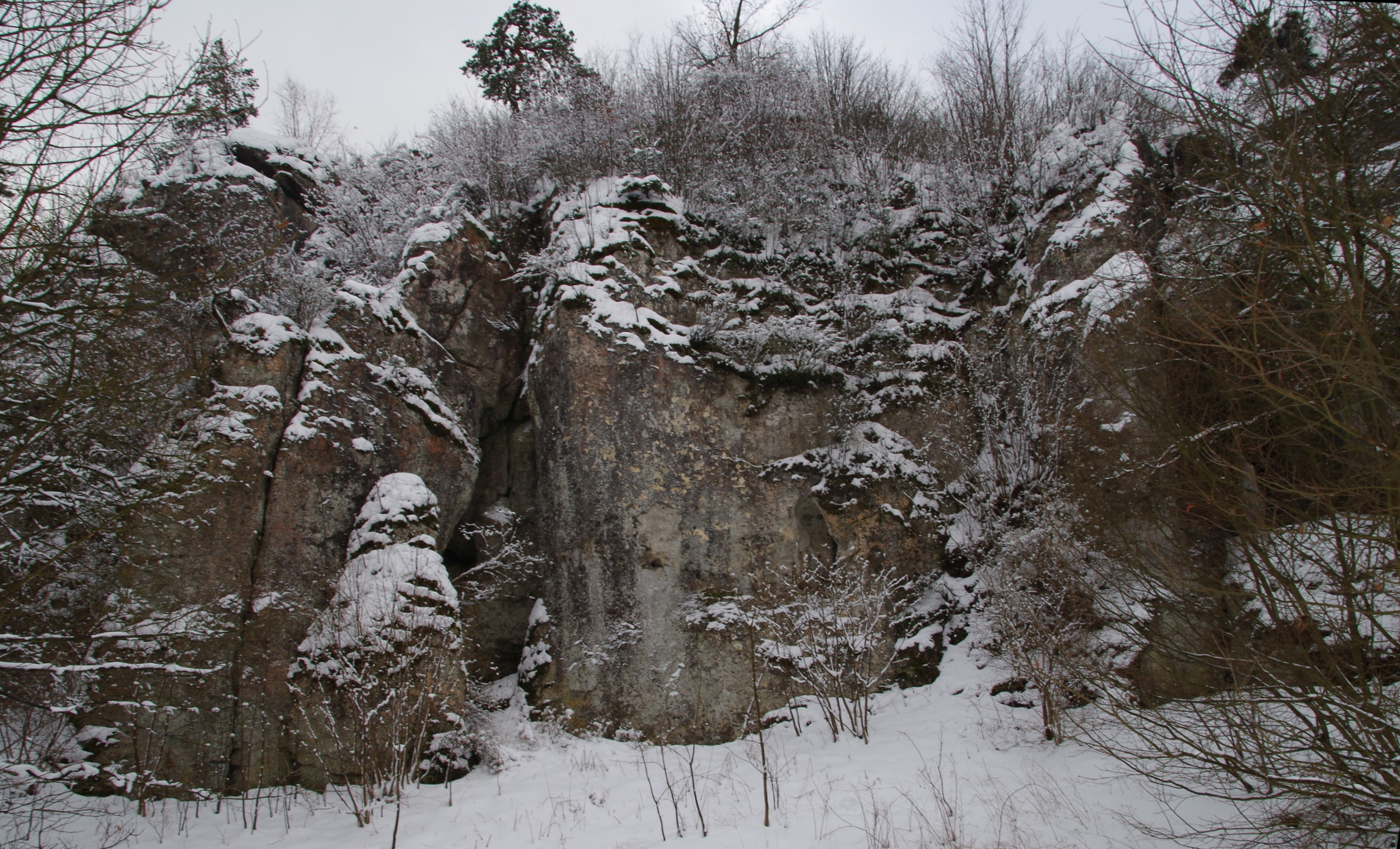

## Drogi wspinaczkowe
Wspinacze skalni poprowadzili na Biśniku 28 dróg wspinaczkowych o trudności od IV do VI.4+ w skali Kurtyki. Mają wystawę zachodnią, północno-zachodnią, północną i południowo-zachodnią. Większość dróg ma zamontowane stałe punkty asekuracyjne: ringi (r), pętle (p), stanowiska zjazdowe (st), dwa ringi zjazdowe (drz) lub ring zjazdowy (rz).

Biśnik I
1. Spacery z Marysia; VI.1, 5r +st, 15 m

Biśnik II
1. Co z tą rysą?; VI, 15 m

Biśnik III
1. Pain is so close to pleasure; VI+, 15 m
2. Agro alpiniada; V, 15 m
3. Prosto do piachu; VI.4, 4r +st, 15 m

Biśnik IV
1. 'Seryjny samobójca; VI.3+, 4r + st, 15 m
2. Półprodukt; VI.2+, 5r+ st, 15 m
3. Projekt: 4r, 15 m
4. Anielski lans; VI.1+, st, 14 m
5. Hetero do końca; VI.3+, 4r + st, 14 m
6. Rysa z krzakiem; VI, 14 m

Biśnik V
1. Miss Sarajewa; VI.3, st, 14 m
2. Żaba; VI.1, 5r + st, 14 m

Biśnik VI
1. Capo di tutti capi; VI.4, 6r + drz, 14 m
2. Przez kratę; VI.1, st, 14 m

Biśnik VII
1. Misski Uniwersum; VI.4, 3r + drz, 10 m
2. Komin z Bazin; IV, 7r +, 13 m

Biśnik VIII
1. Agrestowa; V, 13 m
2. Komora gazowa; VI.1, 5r + drz, 13 m
3. Nogami do przodu; VI.3, 4r +rz, 13 m
4. W prosektorium najprzyjemniej jest nad ranem; VI.3, 4r +rz, 13 m
5. Czereśniowa; IV, 5r + st, 12 m
6. Inwazja porywaczy ciał; VI.2, 4r + st, 11 m
7. Wysokie napięcie; VI.2, 4r + st, 11 m
8. Półksiężycowa rysa; V+, 5r + st, 12 m
9. Chyba cię pojebało; VI.1+, 1p, 11 m
10. 12/13; VI, 5r +st, 10 m
11. Ogon; VI.2, 3r +st, 10 m[2].